# Visitação (Carpaccio)
A Visitação é uma pintura a óleo sobre tela (130x140 cm) do pintor veneziano Vittore Carpaccio realizado em c. 1504-08 e que fazendo parte da colecção do Museu Correr está actualmente depositada na Galleria Giorgio Franchetti em Veneza.
A obra reconta o episódio bíblico da visita de Maria, grávida de Jesus, à sua prima Isabel, que era muito mais velha e que estava igualmente perto de dar à luz João Baptista, de acordo com o Evangelho segundo S. Lucas.
A Visitação faz parte de um conjunto de pinturas sobre a História da Virgem que Vittore Carpaccio pintou entre 1504 e 1508 para decorar a antiga sala do Albergo da Escola de Santa Maria dos Albaneses em Veneza, pinturas que actualmente se encontram dispersas por vários museus. 

## Descrição
A  Visitação  é situada num amplo espaço aberto com grandes edifícios fantásticos ao fundo, que fazem lembrar os conjuntos de quadros anteriores de Carpaccio. Maria e Isabel encontram-se abraçando-se, enquanto um grupo de homens, em várias atividades, observa a cena, vendo-se vários animais simbólicos (papagaio, veado, lebre). Como é típico em Carpaccio, alguns personagens assistem à cena a partir das varandas decoradas festivamente com tapetes sobre as balaustradas. As palmeiras, na direita, conduzem através do ponto de fuga, a visão do espectador em profundidade, em direção às colinas suaves do Veneto nubladas da névoa.
Em geral, a inovação de desenho e cor deste conjunto é mais pobre do que os anteriores e isso é devido tanto ao nível fraco dos colaboradores, como ao menor empenho exigido pela irmandade que encomendou a obra, mas especialmente pela dificuldade de Carpaccio em renovar-se face à revolução desencadeada por Giorgione. A crise de Carpaccio, visível mesmo nas últimas telas do anterior trabalho para a Escola dos Schiavoni, levou-o a isolar-se no contexto artístico de Veneza, forçando-o, nos anos seguintes, a trabalhar na província, onde o seu estilo retardado encontrava ainda admiradores.
O maior interesse deste conjunto encontra-se antes na descrição minuciosa dos detalhes, alguns de frescura original, podendo apreciar-se cenas autênticas da vida veneziana da época, misturadas com elementos exóticos e objetos de pura fantasia. Típicas da produção do pintor são, a inserção de animais simbólicos que se referem às virtudes de Maria.

## AHistória da Virgem
As obras do conjunto História da Virgem são sobretudo pinturas a óleo que tratam episódios tradicionais da iconografia de Maria que não incluem a vida de Jesus: 
- Nascimento da Virgem, 128×137 cm, Bergamo, Accademia Carrara
- Apresentação da Virgem ao Templo, 1505, 130x137 cm, Milano, Pinacoteca di Brera
- Casamento da Virgem, 1505, 130x140 cm, Milano, Pinacoteca di Brera
- Anunciação, 130x140 cm, 1504, Veneza, Galleria Giorgio Franchetti
- Visitação, 130x140 cm, Veneza, Museu Correr, in deposito alla Galleria Giorgio Franchetti
- Morte da Virgem, 130x141 cm, Veneza, Galleria Giorgio Franchetti

As pinturas foram realizadas no início do século XVI para a Escola dos Albaneses em Veneza, uma das muitas instituições venezianas que reuniam diferentes comunidades nacionais. Sob o domínio napoleónico todas as Escolas de comunidades estrangeiras, de devoção e de artes e ofícios foram suprimidas, tendo o conjunto de pinturas sido disperso.
Trata-se de obras para as quais o artista recorreu a uma ampla colaboração da sua oficina. De maior qualidade é a Anunciação, onde a típica divisão do espaço, definido segundo uma apertada grelha geométrica, evidencia a intervenção do artista, a que deve ser atribuido o projeto e o desenho de todas as cenas. Típico da produção do pintor são a policromia brilhante, o cuidado descritivo dos detalhes do ambiente e a inserção de animais que se referem simbolicamente à Virgem Maria.

## História
Quando Carpaccio estava a trabalhar na obra da Escola dos Schiavoni, os originários da Dalmácia, foi convidado pela rival Escola dos Albaneses para realizar um ciclo dedicado à vida da Virgem, protetora, juntamente com  St. Gallen, da irmandade. Mas este último conjunto marcou uma quebra qualitativa face a trabalhos anteriores do artista com os quais tinha atingido o auge de sua arte pictórica.
Em 1808, a Irmandade Escola dos Albaneses, que tinha passado a ser a dos Padeiros, foi suprimida pelas leis napoleônicas, tendo sido disperso todo o recheio da Escola incluindo as obras de Carpaccio, as quais se encontram actualmente em três museus diferentes.

## Outras imagens

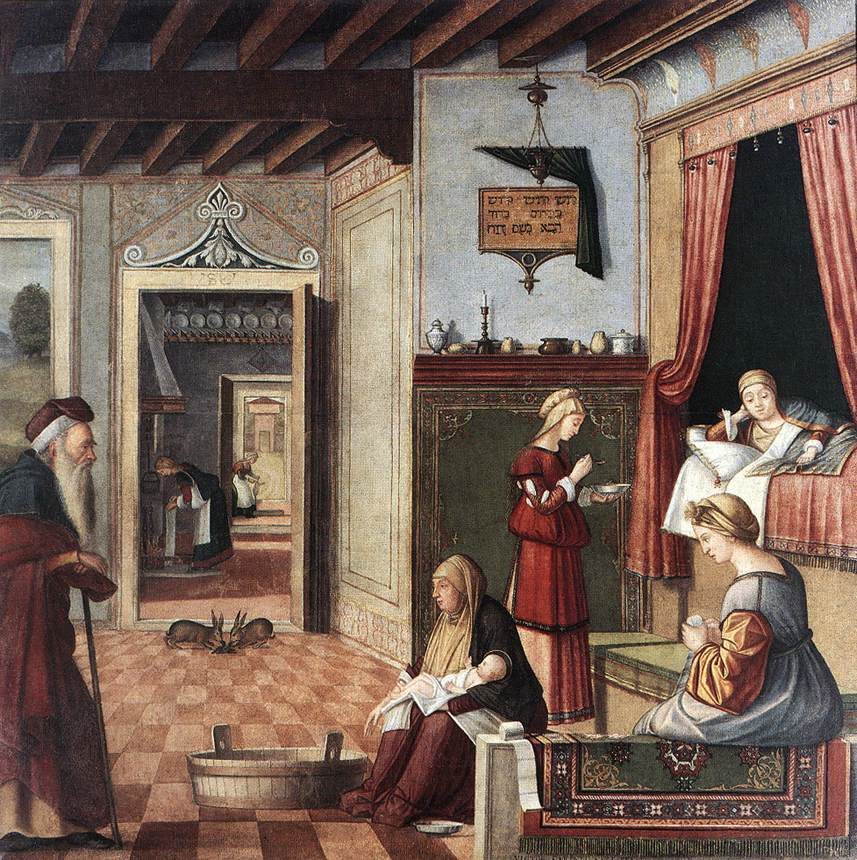
Nascimento da Virgem de Vittore Carpaccio
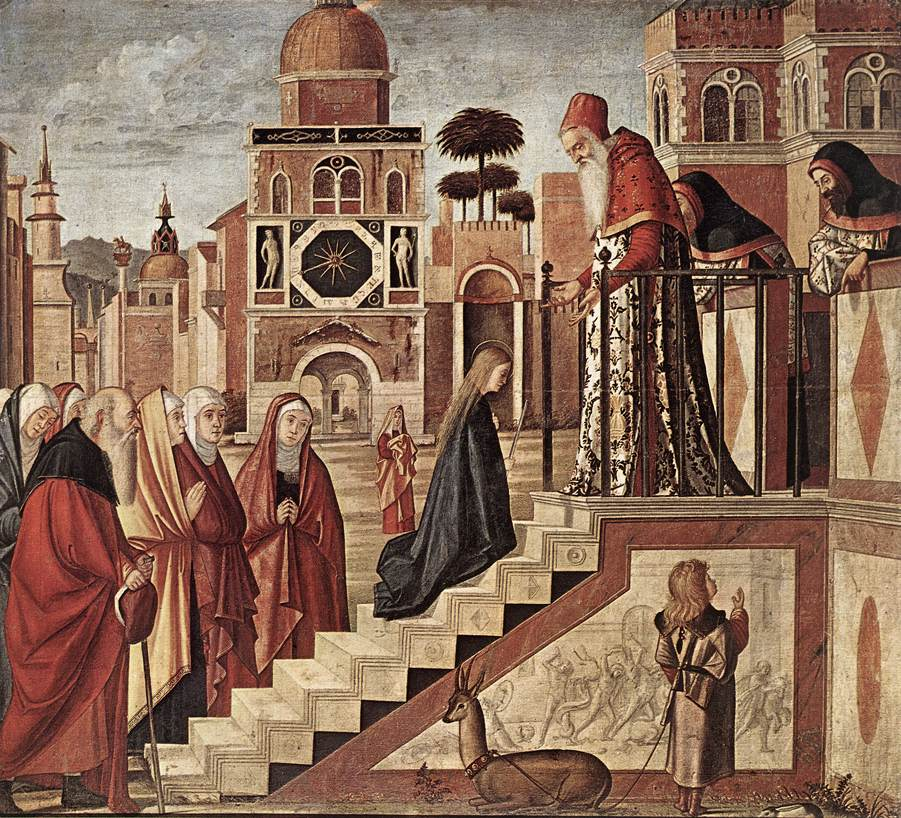
Apresentação da Virgem ao Templo de Vittore Carpaccio
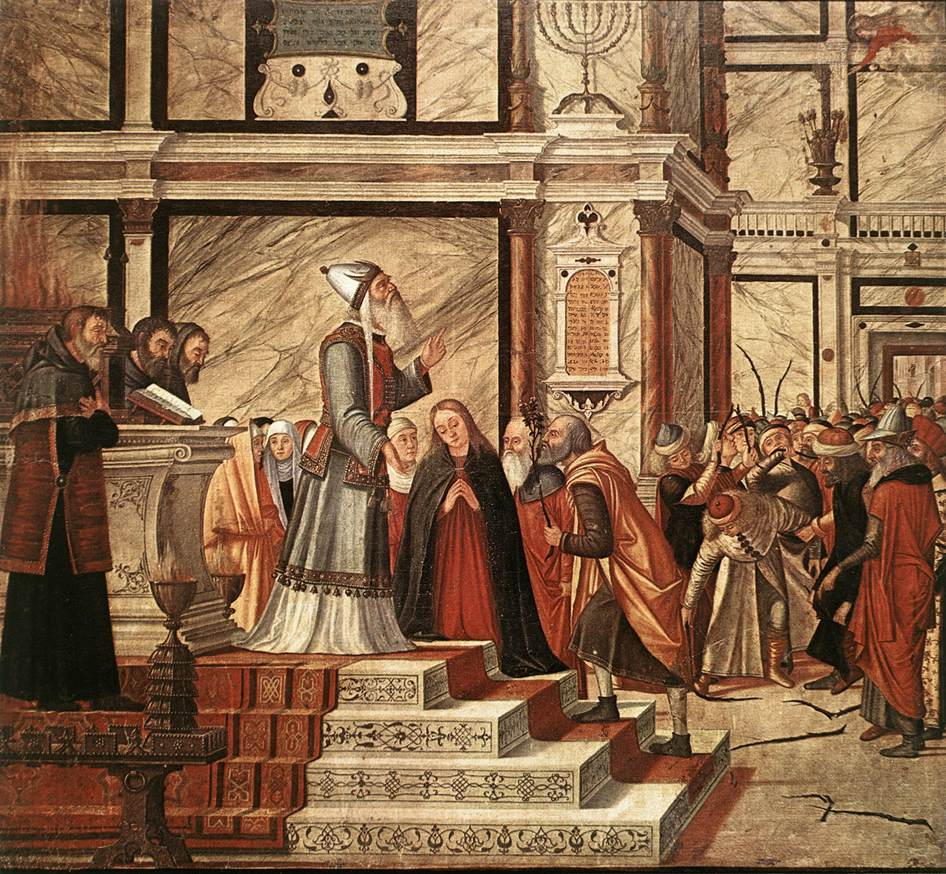
Casamento da Virgem de Vittore Carpaccio
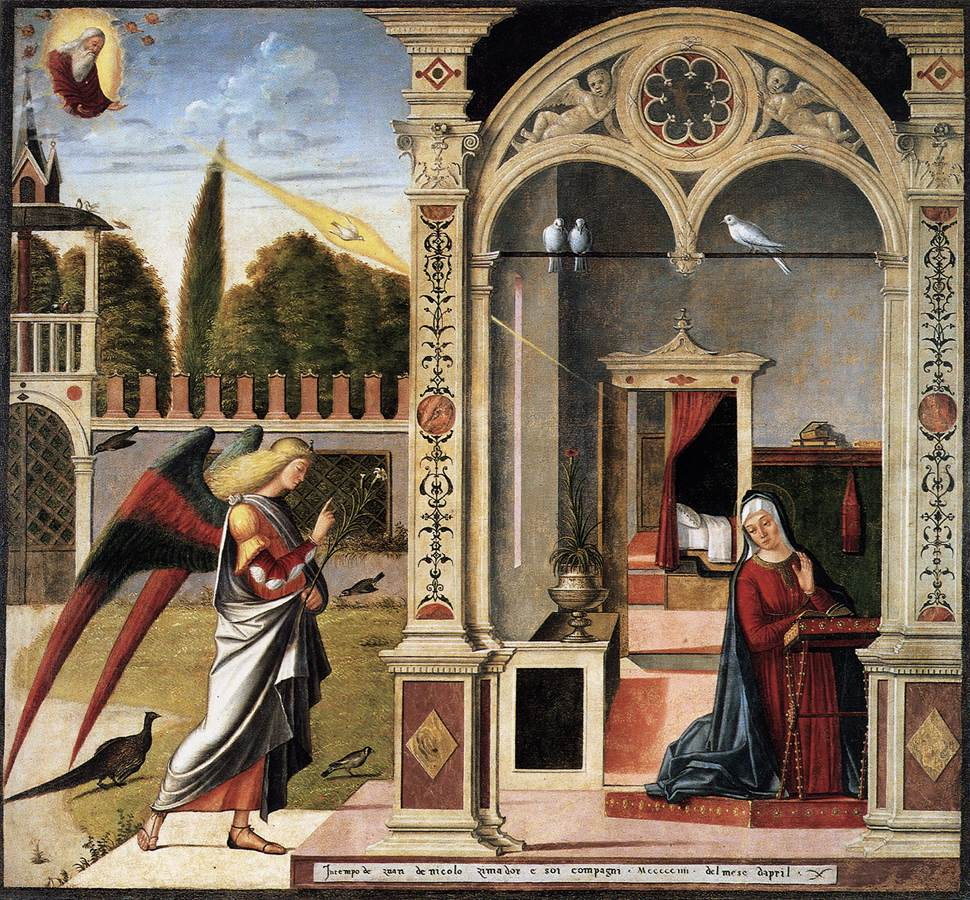
Anunciação de Vittore Carpaccio
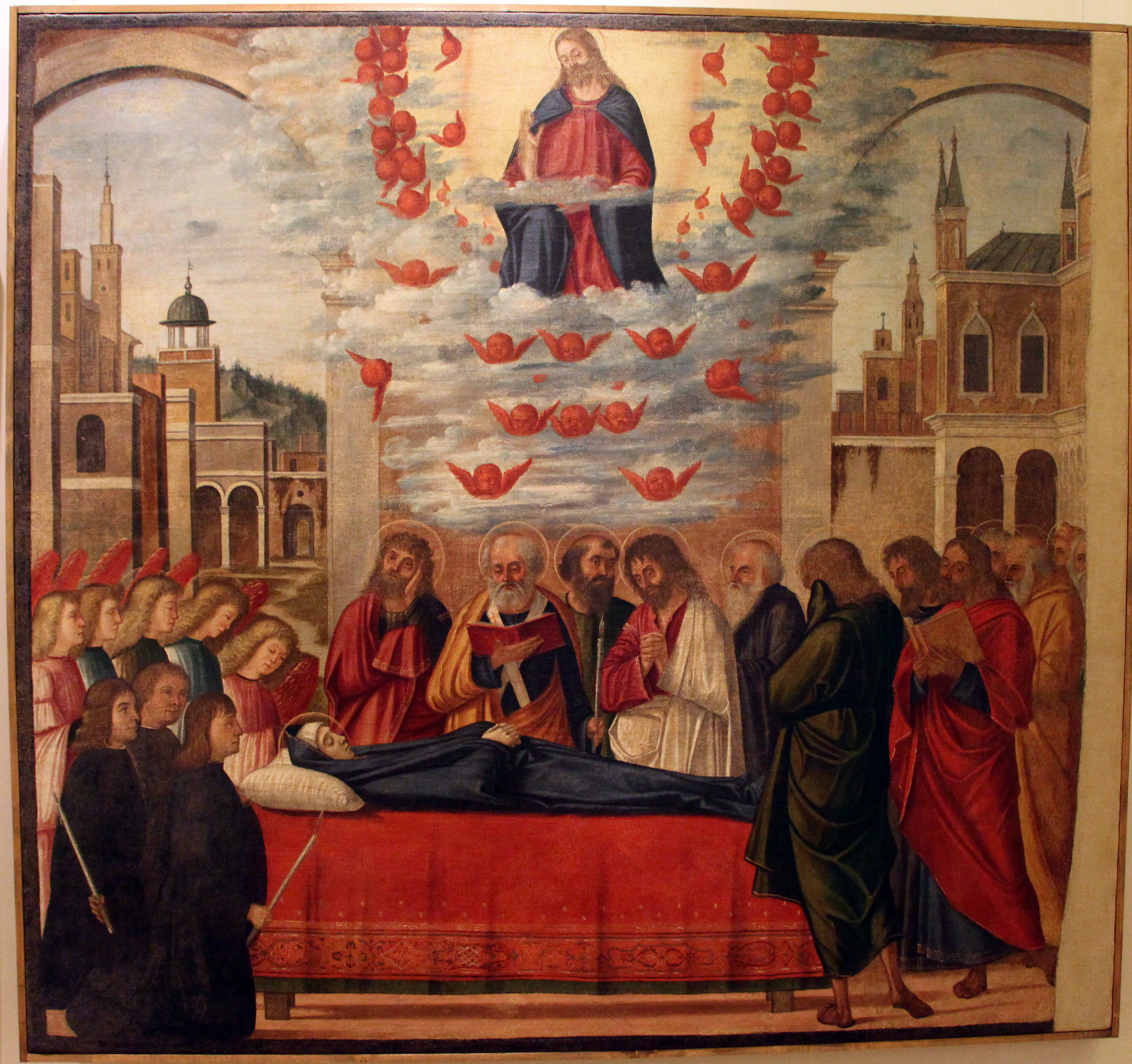
Morte da Virgem de Vittore Carpaccio